# Obwód terecki
Obwód terecki, obwód terski (ros. Терская область) – jednostka administracyjno-terytorialna Imperium Rosyjskiego istniejąca w latach 1860–1920, ze stolicą we  Władykaukazie. Utworzony został ukazem Aleksandra II 20 lutego 1860. Był podzielony na siedem okręgów i stanowił terytorium Tereckiego Wojska Kozackiego. Od 1905 wchodził w skład namiestnictwa kaukaskiego. Został zlikwidowany w marcu 1920. Nazwa pochodzi od rzeki Terek.
Obwód miał powierzchnię około 73 000 km² (60 869 wiorst kwadratowych). W 1897 zamieszkiwało go 933 936 osób. Graniczył od zachodu z obwodem kubańskim, od którego był oddzielony masywem Elbrusu i rzeką Kumą, od północy z gubernią stawropolską i astrachańską, na wschodzie z Morzem Kaspijskim i obwodem dagestańskim, od którego oddzielała go rzeka Sułak, na południu z obwodem dagestańskim, gubernią tyfliską i gubernią kutaiską, od których oddzielał go grzbiet Kaukazu.

## Narodowości w okręgach według deklarowanego języka ojczystego 1897[1]
| Оkręg         | Rosjanie | Czeczeni | Osetyjczycy | Kabardyjczycy | Ingusze | Ukraińcy | Nogajowie | Kumycy |
| ------------- | -------- | -------- | ----------- | ------------- | ------- | -------- | --------- | ------ |
| władykaukaski | 23,1%    | …        | 65,4%       | …             | …       | 1,1%     | …         | …      |
| groźnieński   | 5,7%     | 89,5%    | …           | …             | …       | …        | …         | …      |
| kizlarski     | 52,5%    | …        | …           | …             | 4,0%    | 30,9%    | …         | …      |
| nalczycki     | 4,7%     | …        | 2,7%        | 62,9%         | …       | 4,6%     | …         | …      |
| piatigorski   | 67,9%    | …        | 2,5%        | 1,7%          | …       | 13,8%    | …         | …      |
| sunżeński     | 36,4%    | 1,7%     | …           | 13,9%         | 40,1%   | 3,4%     | …         | 2,0%   |
| chasawiurcki  | 4,5%     | 25,6%    | …           | …             | …       | 1,8%     | 5,6%      | 36,9%  |
| Cały obwód    | 29,0%    | 23,9%    | 10,3%       | 9,0%          | 5,1%    | 4,5%     | 3,9%      | 3,4%   |

| Okręg         | Tatarzy | Awarowie | Ormianie | Niemcy | Polacy | Gruzini | Turkmeni | Kałmucy | Persowie |
| ------------- | ------- | -------- | -------- | ------ | ------ | ------- | -------- | ------- | -------- |
| władykaukaski | …       | …        | 1,6%     | 1,2%   | 1,1%   | 2,4%    | …        | …       | …        |
| groźnieński   | …       | …        | …        | …      | …      | …       | …        | …       | …        |
| kizlarski     | …       | …        | 4,6%     | …      | …      | 1,0%    | 1,0%     | 1,4%    | …        |
| nalczycki     | 22,5%   | …        | …        | …      | …      | …       | …        | …       | …        |
| piatigorski   | …       | …        | 2,4%     | 3,2%   | …      | …       | …        | 1,2%    | 1,4%     |
| sunżeński     | …       | …        | …        | …      | …      | …       | …        | …       | …        |
| chasawiurcki  | 1,8%    | 19,3%    | …        | …      | …      | …       | …        | …       | …        |
| Cały obwód    | 2,9%    | 1,7%     | 1,3%     | 1,0%   | …      | …       | …        | …       | …        |